# Wilhelm Karl Gerst
Wilhelm Karl Gerst (auch Wilhelm Carl) (* 28. März 1887 in Frankfurt am Main; † 25. März 1968) war ein deutscher Journalist, Kulturfunktionär, Manager, Verleger und Aktivist im Umfeld der katholischen Sozialpolitik. 

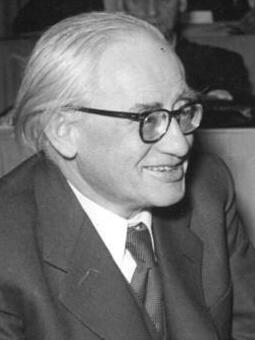
Wilhelm Karl Gerst, auf dem 6. CDU-Parteitag, 1952

## Leben

### Werdegang
Als Sohn eines Maurermeisters und Bauleiters begann Gerst nach dem Besuch einer katholischen Mittelschule in Frankfurt zunächst eine dreijährige Maurerlehre mit anschließendem Besuch der Gewerbeschule zur Architektenausbildung. Im Jahre 1907 zog er als Sozius des Architekten Otto Haesler nach Celle und war an der Planung mehrerer Bauten beteiligt, unter anderem am Trüller-Haus. 1910 zog er nach Hannover, arbeitete an kleineren Bauprojekten und engagierte sich vor allem in der sozial-karitativen Arbeit der Caritas. Ab 1912 arbeitete Gerst als politischer Redakteur und später als Chefredakteur bei der dem Zentrum nahestehenden Hildesheimschen Zeitung (Kornackersche Zeitung) und ihrer Mantelausgabe, der Hannoverschen Volkszeitung – zu dieser Zeit war er nebenberuflich als Provinzialsekretär der Zentrumspartei Hannover und als Mitglied des Windhorstbundes tätig.

### Theaterverbandsarbeit
Während des Ersten Weltkrieges und der Weimarer Republik wurde Gerst zu einem der wichtigsten Weichensteller und Kulturfunktionäre des deutschen Theaters. Nach der Jahrhundertwende waren im deutschen Katholizismus zunehmend Stimmen publik geworden, die eine aktivere Einstellung zur Kulturpolitik und zum Theater als Mittel der Volksbildung befürworteten, so in den Schriften von Carl Muth, Jakob Overmanns und den Forderungen der Calderon-Gesellschaften. Aus diesem Netzwerk katholischer Jugend- und Kulturvereine sowie dem Augustinus-Verein initiierte Gerst Anfang 1914 die Gründung des Theaterkulturverbandes (Verband zur Förderung deutscher Theaterkultur). Der Ausbruch des Ersten Weltkrieges verhindert zunächst die weitere Entwicklung, die erst 1916 mit breiterer Beteiligung liberaler und sozialdemokratischer Entscheider, vor allem aber zusammen mit Theaterkritikern und der Theaterintendanten wiederaufgenommen wurde. Die Gründung des Verbandes erfolgte am 27. August 1916 in Hildesheim, Gerst betrieb die Aufbauarbeit während der folgenden drei Jahre als Geschäftsführer und Hauptschriftleiter. Inhaltliche Differenzen innerhalb des Verbandes, die infolge des Kriegsendes und der Novemberrevolution zutage treten, führten zur Sezession der christlichen Korporationen, die unter Leitung von Gerst 1919 den Bühnenvolksbund gründeten. Diesen Verband, die zweitgrößte Theaterbesucherorganisation Deutschlands, leitete Gerst bis zu seiner Absetzung durch interne Intrigen im Jahr 1928.

### Zwischen Weimar und NS-Zeit
Zwischen 1928 und 1931 war Gerst als Direktor im Konsortium der „Polyphon Grammophon“ für eine mit dem Tobis-Tonbild-Syndikat gegründete Tochterfirma zur Filmton-Synchronisation, der „Topoly“ tätig. Die Erstellung einer Hör-Version des Films „Panzerkreuzer Potemkin“ soll ihn erstmals in Kontakt mit Mitgliedern der Kommunistischen Partei der SU gebracht haben. Nach einer Moskau-Reise trat er der Gesellschaft der Freunde des neuen Rußland (GdF) bei. 1931 organisierte Gerst den „Reichsausschuß für deutsche Volksschauspiele“ und gewann viele der ihm aus früheren Jahren bekannten Theaterautoren wie Ödön von Horvath oder Carl Zuckmayer zur Mitarbeit. Zu dessen Mitgründern gehörten Hanns Niedecken-Gebhard, Hans Brandenburg und Carl Niessen, Aus dieser Initiative erfolgte am 22. Dezember 1932 die Gründung des „Reichsbundes der Deutschen Freilicht- und Volksschauspiele e.V“, der nach 1933 unter der Ägide von Otto Laubinger in die Thingspiel-Bewegung eingegliedert wurde. In dieser Zeit unterhielt er in Berlin auch ein Büro zur Vermittlung von Aufträgen zwischen den zumeist aus touristischen Gründen an der Thingspiel-Bewegung interessierten Gemeinden und (zum Teil namhaften) Architekten zum Bau von Thingspielbühnen bzw. Freilichttheatern. Die damals zahlreichen Entwürfe und über sechzig Bauvorhaben, unter anderem die Freilichttheater in Bad Segeberg, Borna /Sachsen und Northeim, gehen auf die Vermittlungs- und Koordinierungsagentur Gersts zurück, der die Bauarbeiten teilweise auch begleitet haben soll. Seine Arbeit für das Theater musste Gerst 1935 beenden, bei der Gestapo galt er als linkskatholisches Zentrumsmitglied.
1943 kam Gerst wegen der Arbeit an regimekritischen Artikeln zeitweise ins Zuchthaus. Die Denunziation eines Nachbarn führte zu einer Inhaftierung im KZ-Außenlager Bensheim mit anschließender Verurteilung zu eineinhalb Jahren Arbeitsdienst. Mit dem Eintreffen der US-Army wurde Gerst einem Gefängnis bei Darmstadt befreit.

### Nachkriegszeit
Nach dem Zweiten Weltkrieg war er 1945 mit Arno Rudert einer der sieben Gründer der Frankfurter Rundschau, die von der Besatzungsmacht eine Lizenz erhalten hatten. Er wurde in der Zeit auch zum Vorsitzenden des Verbandes hessischer Zeitungsverlage gewählt. Er galt zu dieser Zeit als „sozialistische(r) Vertreter des politischen Katholizismus“. Nach einem Spruchkammerverfahren wurde ihm trotz des für ihn positiven Ausgangs 1946 die Lizenz wieder entzogen. Unter anderem bescheinigte ihm Konrad Adenauer, „ein sehr entschiedener Gegner des Nationalsozialismus“ gewesen zu sein.
Gerst setzte sich dafür ein, in Westdeutschland ebenfalls eine SED zu gründen. Bei der ersten Bundestagswahl 1949 kandidierte er erfolglos für die KPD im Wahlkreis IX (Fulda-Lauterbach-Schlüchtern). Als Redakteur der in Ost-Berlin erscheinenden Berliner Zeitung verteidigte er die Niederschlagung des Aufstands vom 17. Juni 1953 durch „die sowjetische Besatzungsmacht“ als Eingriff „um den Frieden Europas zu retten“. Zugleich war er Mitglied der Bundespressekonferenz in Bonn und arbeitete er als Chefkorrespondent für den Allgemeinen Deutschen Nachrichtendienst und sah sich mit Vorwürfen konfrontiert, als „Sowjetspion“ militärische Informationen aus der BRD nach Ostberlin geliefert zu haben. Im Jahre 1963 war er geschäftsführendes Vorstandsmitglied des Arbeitskreises „Pax Vobis“, der dem Umfeld der Deutschen Friedens-Union (DFU) zugerechnet wurde.

### Trivia
Gersts Schwester Margarete (1896–1965) war seit 1922 mit dem Zentrumspolitiker und späteren Mitbegründer der CDU Adolf Leweke verheiratet. Sie leitete in den 1930er Jahren den Sankt-Georg-Verlag in Frankfurt am Main, der sich der katholischen Brauchtumspflege verschrieben hatte. Der eigentliche Verlagsleiter soll aber ab 1940 ihr Bruder gewesen sein. Der Verlag wurde 1950 von Wilhelm Karl Gerst abgemeldet.

## Veröffentlichungen
- Caritashilfe in der Seelsorge. Beiträge und Studien bearbeitet von Wilhelm Karl Gerst. Caritas-Schriften 21. Freiburg 1911
- Die deutschen Katholiken und der Theaterkulturverband. Mönchen-Gladbach 1918
- Das Theater der Kulturgemeinschaft (Bundesschriften des Bühnenvolksbundes, Bd. 3). Innsbruck/Wien/München 1920
- Gemeinschaftsbühne und Jugendbewegung. Frankfurt am Main 1924
- Deutsches Heimatspiel (Hg. vom Reichsausschuß deutscher Heimatspiele). Leipzig 1926
- Vaterländische Spiele. Eine Sammlung neuer Spiele aus dem Gemeinschaftsgeist der deutschen Jugend. 1927
- Wille und Werk. Bühnenvolksbund Handbuch. Berlin 1928
- Aufbruch zur Volksgemeinschaft: Eine Sammlung deutscher Volksschauspiele. 1933
- Gruppen-Spiele des neuen Volkstums: Spiele aus d. Begegnung zwischen Dichter u. Volk (Hrsg. von Leo Weismantel; Wilhelm Karl Gerst). 1933
- Bundesrepublik Deutschland. Weg und Wirklichkeit. Berlin 1957
- Bundesrepublik Deutschland unter Adenauer. Berlin 1957
- Eine Abrechnung. 50 Beiträge zur Charakteristik der Adenauer-Partei. Union Verlag. Berlin 1960
- Die 12 Grundgesetz-Änderungen. Frankfurt 1961

## Sekundärliteratur
- Gregor Kannberg: Der Bühnenvolksbund. Aufbau und Krise des Christlich-Deutschen Bühnenvolksbundes 1919–1933. Köln 1997
- Peter Stoltzenberg: Ernst Leopold Stahl und der „Verband zur Förderung deutscher Theaterkultur“. Dissertation. Köln 1958
- Sascha Braun: Auf der Suche nach der Volksgemeinschaft – Das nationalsozialistische Thingspiel. München 2004